# Jessica Garretson Finch
Jessica Garretson Finch, in zweiter Ehe Jessica Garretson Cosgrave (* 19. August 1871 in New York City; † 31. Oktober 1949 in Manhattan, New York City), war eine US-amerikanische Lehrerin, Autorin, Frauenrechtsaktivistin, Gründerin der Birch Wathen Lenox School und Gründungspräsidentin des Finch College, beides Institutionen für junge Frauen.

## Leben
Finch wurde als Tochter des kongregationalistischen Pfarrers Ferdinand Van De Vere Garretson und Helen Philbrick Garretson geboren. Als sie 12 Jahre alt war, zog die Familie von New York, wo ihr Vater Rektor der Grace Chapel in der West 22nd Street war, nach Franconia, New Hampshire. Sie besuchte die Dow Academy und die Cambridge Latin School, bevor sie das Barnard College besuchte. Finch erwarb 1893 ihren Abschluss am Barnard College, in der ersten Abschlussklasse des neuen Frauencolleges. Sie bewarb sich an der Columbia University für ein Jurastudium, wurde jedoch mit der Begründung abgelehnt, dass die Law School keine Frauen zulasse. 1898 erwarb sie ihren Bachelor of Laws an der New York University.
Sie war eine bekannte Suffragette und Präsidentin der New York Equal Franchise Society. Finch war eine Verfechterin von Karrieremöglichkeiten für Frauen. Obwohl sie sich 1912 selbst als „orthodoxe Sozialistin“ bezeichnete, änderten sich ihre Ansichten und sie wurde später als politische „Liberale“ bezeichnet.
Um ihren Lebensunterhalt zu bestreiten, hielt sie in den 1890er Jahren als College-Studentin bezahlte öffentliche Vorträge vor jungen Frauen. Sie setzte dies nach ihrem College-Abschluss fort und hielt Vorträge zu einer Reihe von Themen und arbeitete auch als Tutorin, unter anderem für Griechisch.
Sie war Gründungsmitglied des Colony Club. Finch verfasste eine Reihe von Büchern wie Mothers and Daughters, Psychology of Youth und Flower and Kitchen Gardens.
In einem Vortrag, den Finch im Februar 1908 im Civitas Club in New York City hielt, sagte sie:

„Evolutionary and revolutionary methods [of education] will bring the real resurrection, the Renaissance of man!  We are passing through an economic age, and though conservative folk are usually the most popular it is our real work to enlarge the social conscience; our ancestors barely kept themselves alive, we have made a living, and our descendants will pass ascetic beautiful lives, never selfishly nor foolishly, but on a solid foundation and for the advancement of all.“

„Evolutionäre und revolutionäre Methoden [der Erziehung] werden die wahre Auferstehung bringen, die Renaissance des Menschen! Wir gehen durch ein wirtschaftliches Zeitalter, und obwohl konservative Leute gewöhnlich am beliebtesten sind, ist es unsere eigentliche Aufgabe, das soziale Gewissen zu erweitern; unsere Vorfahren haben sich kaum am Leben erhalten, wir haben unseren Lebensunterhalt verdient, und unsere Nachkommen werden ein asketisches, schönes Leben führen, niemals selbstsüchtig oder töricht, sondern auf einer soliden Grundlage und für den Fortschritt aller.“

Im Juni 1949 wurde ihr von der New York University ein Ehrendoktortitel (Doctor of Humane Letters, honoris causa) verliehen. In der Laudatio wurde sie als Absolventin der juristischen Fakultät der Universität beschrieben, die ein Frauencollege gegründet hatte, „mit dem unorthodoxen Postulat, dass jede Absolventin Mutter von mindestens vier Kindern sein und einen außerhäuslichen Beruf ausüben sollte“.
Sie war mit James Wells Finch verheiratet, mit dem sie eine Tochter, Elsie, hatte; das Paar ließ sich scheiden. 1913 heiratete sie John O'Hara Cosgrave, einen Herausgeber der New York World.
Cosgrave starb 1947; Finch 1949 in ihrem Haus in Manhattan.

## Finch CollegeundLennox School
Finch gründete die Finch School im Jahr 1900, um jungen Frauen eine Berufsausbildung zu ermöglichen, da sie der Meinung war, dass ihre eigene Ausbildung am Barnard College ihr und ihren Klassenkameradinnen nicht die Fähigkeiten vermittelt hatte, die für den Lebensunterhalt erforderlich waren. Ironischerweise wurde Finch keine berufsorientierte Schule, sondern vielmehr „eine der berühmtesten Mädchenschulen der USA“.
Finch gründete später das Finch Junior College und 1952 das Finch College, um ihrer Überzeugung Ausdruck zu verleihen, dass Frauen auf eine berufliche Laufbahn vorbereitet werden sollten. Sie stellte sich eine Welt vor, in der Frauen bis zu ihrer Hochzeit im Alter von etwa 25 Jahren arbeiten, etwa fünfzehn Jahre lang Kinder gebären und aufziehen, bevor sie im Alter von etwa 40 Jahren wieder eine bezahlte Beschäftigung aufnehmen und weitere dreißig Jahre lang arbeiten.
Im Jahr 1916 gründete sie die Lennox School, eine Grundschule, die Mädchen auf den Eintritt in die Finch School vorbereiten sollte. Die Lennox School beschäftigte Kitty Kenney und Jennie Kenney als gemeinsame Leiterinnen, bis sie 1929 in den Ruhestand gingen. Die Kenney-Schwestern waren von Maria Montessori ausgebildet worden.